# 今、キミへ…
『今、キミへ…』（いま、キミヘ）は、2009年2月11日にDefSTAR Recordsから発売されたLil'Bの1stスタジオ・アルバム。

## 解説
特典DVD付初回限定盤と通常盤の2形態で発売。先行シングル3枚計4曲を収録。オリコンチャート2位を獲得。

## 収録曲
特記外作詞：MIE/AILA　全作曲・編曲：黒光雄輝
1. キミに歌ったラブソング
  - 2ndシングル
2. BLUE SPACE
  - 作詞：AILA
3. 願いごと一つキミへ
  - 3rdシングル。マツモトキヨシMK CUSTOMERブランドCMソング
4. オレンジ
  - 1stシングル。
  - テレビ東京系アニメ「BLEACH」エンディングテーマ
5. JET★GIRL
  - テレビ東京系アニメ『美肌一族』主題歌
6. HAPPY SHINING STAR
  - 作詞：AILA
7. lil luv
8. 15
9. Kiss
10. となりのメロディ
11. キミが好きで
  - 作詞：AILA
  - 4thシングル。
  - ロッテ「ガーナミルクチョコレート」CMソング
12. Dear…
13. キミうた3部作 DJ KAORI’s Lil’B girls mix（ボーナス・トラック）

### DVD
1. オレンジ
2. キミに歌ったラブソング
3. 願いごと一つキミへ
4. JET★GIRL